# زندگی زیباست (فیلم ۱۹۷۹)
«زندگی زیباست» (ایتالیایی: La vita è bella) یک فیلم به کارگردانی گریگوری چوخرای است. از بازیگران آن می‌توان به جانکارلو جانینی، اورنلا موتی، انتسو فی‌یرمونته، استفانو مادیا و یوئزاس بودریتیس اشاره کرد.